# Primeira Convenção de Genebra
A Primeira Convenção de Genebra para a Melhoria da Condição dos Feridos nos Exércitos em Campo, realizada em 22 de agosto de 1864, é o primeiro dos quatro tratados das Convenções de Genebra. Ela define "a base sobre a qual repousam as regras do direito internacional para a proteção das vítimas de conflitos armados". Depois que o primeiro tratado foi adotado em 1864, ele foi significativamente revisado e substituído em 1906, 1929 e, finalmente, 1949. Está inextricavelmente ligado ao Comitê Internacional da Cruz Vermelha, que é o instigador da criação e o executor. dos artigos dessas convenções.

## Aplicação
A convenção "derivava sua força obrigatória do consentimento implícito dos Estados que as aceitaram e as aplicaram na condução de suas operações militares". Apesar de seus mandatos básicos, listados abaixo, foi bem-sucedido na realização de reformas significativas e rápidas. Este primeiro esforço previa apenas:
1. a imunidade de captura e destruição de todos os estabelecimentos para o tratamento de soldados feridos e doentes,
2. a recepção e tratamento imparciais de todos os combatentes,
3. a proteção dos civis que prestam socorro aos feridos, e
4. o reconhecimento do símbolo da Cruz Vermelha como meio de identificação de pessoas e equipamentos abrangidos pelo acordo.

## Resumo das disposições e revisões
| Partes do CG I–IV e PI–III    | Partes do GC I–IV e P I–II |
| Partes do GC I–IV e P I e III | Partes do GC I–IV e P I    |
| Partes do GC I–IV e P III     | Partes do GC I–IV e não P  |

Partes das Convenções e Protocolos de Genebra

Os dez artigos originais do tratado de 1864 foram expandidos para os atuais 64 artigos. Este longo tratado protege os soldados que estão fora de combate (fora da batalha devido a doença ou lesão), bem como pessoal médico e religioso e civis na zona de batalha. Entre suas principais disposições:
- O Artigo 12 determina que os soldados feridos e doentes que estão fora da batalha devem ser tratados com humanidade e, em particular, não devem ser mortos, feridos, torturados ou submetidos a experimentos biológicos. Este artigo é a pedra angular do tratado e define os princípios dos quais deriva a maior parte do tratado,[4] incluindo a obrigação de respeitar as unidades e estabelecimentos médicos (Capítulo III), o pessoal encarregado de cuidar dos feridos (Capítulo IV), edificações e materiais (Capítulo V), transportes médicos (Capítulo VI) e o sinal de proteção (Capítulo VII).
- O Artigo 15 determina que soldados feridos e doentes devem ser recolhidos, cuidados e protegidos, embora também possam se tornar prisioneiros de guerra.
- O Artigo 16 exige que as partes em conflito registrem a identidade dos mortos e feridos e transmitam essa informação à parte contrária.
- O Artigo 9 permite que a Cruz Vermelha Internacional "ou qualquer outra organização humanitária imparcial" forneça proteção e socorro a soldados feridos e doentes, bem como pessoal médico e religioso.

Devido a ambiguidades significativas nos artigos com certos termos e conceitos e ainda mais à natureza em rápido desenvolvimento da guerra e da tecnologia militar, os artigos originais tiveram que ser revisados e ampliados, em grande parte na Segunda Conferência de Genebra em 1906 e nas Convenções de Haia de 1899 e 1907 que estendeu os artigos à guerra marítima.  A versão de 1906 foi atualizada e substituída pela versão de 1929 quando pequenas modificações foram feitas. Foi novamente atualizado e substituído pela versão de 1949, mais conhecida como Ato Final da Conferência de Genebra, 1949. No entanto, como Jean S. Pictet, Diretor do Comitê Internacional da Cruz Vermelha, observou em 1951, "a lei, no entanto, sempre fica atrás da caridade; tarda em se adequar às realidades da vida e às necessidades da humanidade", como tal é dever da Cruz Vermelha "para auxiliar na ampliação do escopo do direito, na suposição de que... o direito manterá seu valor", principalmente através da revisão e expansão desses princípios básicos da Convenção de Genebra original.
Para uma discussão detalhada de cada artigo do tratado, veja o texto original e o comentário. Atualmente, existem 196 países signatários das Convenções de Genebra de 1949, incluindo este primeiro tratado, mas também os outros três.